# Cyphostemma lazum

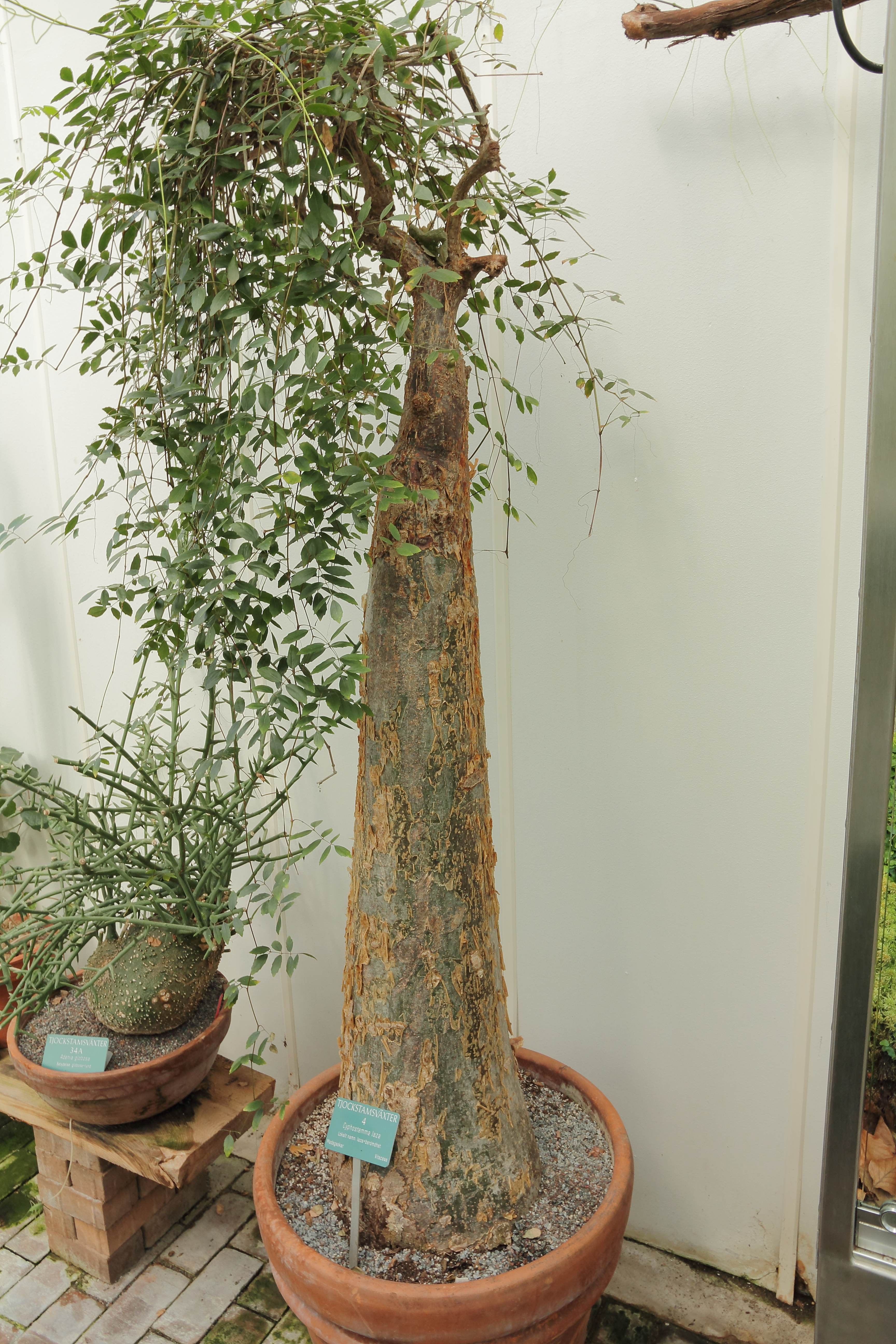
Bergianska trädgården

Cyphostemma lazum är en vinväxtart som beskrevs av Descoings. Cyphostemma lazum ingår i släktet Cyphostemma och familjen vinväxter. Inga underarter finns listade i Catalogue of Life.